# 安養寺 (大阪市)
安養寺（あんようじ）は、大阪市西成区岸里にある浄土宗知恩院派一心寺の末寺に属する仏教寺院。山号は昌芳山。

## 歴史
1689年に貞誉清薫が創建。本尊に阿弥陀如来を祀る。
1887年の失火と1945年の大阪大空襲で焼失し、現在の堂宇は1959年に再建されたもの。
境内には近松門左衛門の浄瑠璃『心中天網島』の主人公である紙屋治兵衛の妻「おさん」と、鯛屋貞柳の流れをくむ狂歌師「佐藤魚丸」、大坂相撲の名力士だった「猪名川弥右衛門」の墓がある。

## 所在地・アクセス
- 大阪市西成区岸里東1-7-15
  - 阪堺電気軌道阪堺線聖天坂停留場徒歩5分